# Xue Ming
Xue Ming (chiń. 薛明; pinyin Xuē Míng; ur. 23 lutego 1987 w Pekinie) – chińska siatkarka grająca na pozycji środkowej. Największy sukces z reprezentacją odniosła podczas Igrzysk Olimpijskich 2008 w Pekinie, zdobywając brązowy medal olimpijski.

## Sukcesy klubowe
Klubowe mistrzostwa Azji:
- 2007/08

## Sukcesy reprezentacyjne
Igrzyska olimpijskie:
- 2008

Mistrzostwa Azji:
- 2005
- 2007, 2009

Igrzyska Azjatyckie:
- 2010

Mistrzostwa świata U-20:
- 2003

Mistrzostwa Azji U-19:
- 2004

## Nagrody indywidualne
- Najlepsza atakująca - Volley Masters Montreux 2009
- Najlepsza atakująca - Mistrzostwa Azji w Piłce Siatkowej Kobiet 2009
- Najlepsza blokująca - Mistrzostwa Azji w Piłce Siatkowej Kobiet 2009